# (19185) Guarneri
(19185) Guarneri est un astéroïde de la ceinture principale.

## Description
(19185) Guarneri est un astéroïde de la ceinture principale. Il fut découvert le 4 octobre 1991 à Tautenburg par Freimut Börngen. Il présente une orbite caractérisée par un demi-grand axe de 2,60 UA, une excentricité de 0,14 et une inclinaison de 9,6° par rapport à l'écliptique.
Il a été nommé en hommage à la famille de luthiers originaires de Crémone Guarneri, dont le plus célèbre représentant est Giuseppe Antonio Guarneri (1698-1744).

## Compléments